# Буена Парк (Калифорнија)
Буена Парк (енгл. Buena Park) град је у америчкој савезној држави Калифорнија. По попису становништва из 2010. у њему је живело 80.530 становника.

## Демографија
Према попису становништва из 2010. у граду је живело 80.530 становника, што је 2.248 (2,9%) становника више него 2000. године.
| Група             | 2000.          | 2010.          |
| Белци             | 29.885 (38,2%) | 22.302 (27,7%) |
| Афроамериканци    | 3.000 (3,8%)   | 3.073 (3,8%)   |
| Азијати           | 16.490 (21,1%) | 21.488 (26,7%) |
| Хиспаноамериканци | 26.221 (33,5%) | 31.638 (39,3%) |
| Укупно            | 78.282         | 80.530         |